# Hộc Luật Quang
Hộc Luật Quang (chữ Hán: 斛律光, 515 – 572), tên tự là Minh Nguyệt, người bộ tộc Hộc Luật, dân tộc Sắc Lặc ở Sóc Châu ; tướng lĩnh, ngoại thích nhà Bắc Tề trong lịch sử Trung Quốc.

## Thiếu thời
Ông là con nhà tướng, cha là danh tướng Hộc Luật Kim; từ nhỏ đã giỏi cưỡi ngựa bắn tên, nhờ võ nghệ mà nổi tiếng. Cuối thời Đông Ngụy, ông theo đi đánh Tây Ngụy gặp trưởng sử Mạc Hiếu Huy của địch trên đường, Quang giục ngựa đến bắn trúng ông ta, nhân đó mà bắt sống ngay trong trận. Khi ấy ông mới 17 tuổi, Cao Hoan rất khen ngợi, lập tức dùng làm đô đốc.
Cao Trừng làm thế tử, lấy Quang làm đô đốc thân tín, không lâu sau dời sang làm Chinh lỗ tướng quân, gia chức Vệ tướng quân. Năm Vũ Định thứ 5 (547), ông được phong Vĩnh Nhạc huyện tử. Quang thường theo Cao Trừng săn bắn ở Hoàn Kiều, gặp một con chim lớn, như đám mây lớn bay trên trời. Ông giương cung bắn trúng ngay trước cổ, con chim lăn nhào xuống đất, mới biết là một con điêu lớn. Cao Trừng trông thấy vô cùng kinh ngạc, Hình Tử Cao khen rằng: "Đây thật là 1 tay Xạ Điêu" từ bấy giờ, mọi người đều gọi Quang là 'Lạc điêu đô đốc'. Sau đó, ông được ban chức Tả vệ tướng quân, tiến tước Bá.

## Sự nghiệp

### Thời Văn Tuyên đế
Cao Dương kiến lập nhà Bắc Tề, chính là Văn Tuyên đế, Quang được gia chức Khai phủ Nghi đồng tam tư, riêng phong Tây An huyện tử. Năm Thiên Bảo thứ 3 (552), ông theo đại quân ra biên cương chinh thảo người Hề, đi trước phá địch, bắt giết rất nhiều, giành được nhiều gia súc. Sau khi trở về, được ban chức Tấn Châu thứ sử.
Năm thứ 7 (556), Quang soái 5000 bộ kỵ phá được 3 đồn thú Thiên Trụ, Tân An, Ngưu Đầu của Bắc Chu; lại đại phá bọn Nghi đồng Vương Kính Tuấn của Bắc Chu, bắt được 500 người, hơn ngàn gia súc mà về.
Năm thứ 9 (558), soái quân chiếm được 4 đồn thú Giáng Xuyên, Bạch Mã, Quái Giao, Tân Thành của Bắc Chu. Được ban chức Sóc Châu thứ sử.
Năm thứ 10 (559), được ban chức Đặc tiến Khai phủ Nghi đồng tam tư. Tháng 2, soái 1 vạn bộ kỵ tiến đánh, chém chết Khai phủ Tào Hồi Công của Bắc Chu. Bách Cốc thành chủ Nghi đồng Tiết Vũ Sanh bỏ thành chạy trốn, ông bèn chiếm lấy trấn Văn Hầu, lập đồn thú, đặt công sự rồi về.

### Thời Phế đế, Hiếu Chiêu đế
Năm Càn Minh đầu tiên (560) thời Phế đế Cao Ân, được ban chức Tịnh Châu thứ sử.
Năm Hoàng Kiến đầu tiên (560) thời Hiếu Chiêu đế Cao Diễn, được tiến tước Cự Lộc quận công. Hiếu Chiêu đế thấy Quang mấy đời trung thành cẩn thận, nhờ công được phong vương, bèn nạp trưởng nữ của Quang làm Thái tử phi cho Thái tử Cao Bách Niên.

### Thời Vũ Thành đế
Năm Thái Ninh đầu tiên (561) thời Vũ Thành đế Cao Trạm, được ban chức Thượng thư hữu bộc xạ, ăn lộc Kiền của quận Trung Sơn. Năm thứ 2 (562), được ban chức Thái tử Thái bảo.
Tháng 4 năm Hà Thanh thứ 2 (563), ông soái 2 vạn bộ kỵ đắp thành Huân Chưởng ở phía tây Chỉ Quan , sau đó xây trường thành dài 200 dặm, đặt 13 đồn thú.
Tháng giêng năm thứ 3 (564), tướng Chu là bọn Đạt Hề Thành Hưng đến cướp Bình Dương , Quang nhận chiếu soái 3 vạn bộ kỵ đi chống lại, bọn Thành Hưng nghe tin thì lui chạy. Ông đuổi lên phía bắc, vào cõi nước Chu, bắt được 2000 người mà về. Tháng 3, dời sang làm Tư Đồ. Tháng 4, soái kỵ binh thảo phạt người Đột Quyết, bắt được hơn ngàn thớt ngựa.
Mùa đông năm ấy, bọn tướng Chu là Trụ Quốc Đại tư mã Úy Trì Quýnh, Tề quốc công Vũ Văn Hiến, Dong quốc công Sất Khả Hùng (tức Vương Hùng) đến cướp Lạc Dương, phao lên có 10 vạn quân. Quang cùng Đoạn Thiều, Cao Trường Cung soái 5 vạn quân đón đánh, giao chiến ở Mang Sơn , quân Chu đại bại. Sất Khả Hùng bị Quang bắn trúng, nửa đêm thì chết, bọn Hiến, Huýnh bỏ lại vô số giáp binh, quân nhu mà lui chạy. Bọn Quang giết được hơn 2000 người, đem xác chết thành Kinh quan. Cao Trạm tuần thị Lạc Dương, tùy công ban thưởng, Quang dời sang làm Thái úy, lại phong Quan Quân huyện công.

### Thời Hậu Chủ
Từ trước, con gái thứ hai của Quang được nạp làm Thái tử phi cho Thái tử Cao Vĩ. Năm Thiên Thống đầu tiên (565), Cao Vĩ được truyền vị, tức là Hậu Chủ, lập con gái của Quang làm Hoàng hậu. Ông chuyển sang làm Đại tướng quân.
Tháng 6 năm thứ 3 (567), vì cha mất nên Quang rời chức, trong tháng ấy, có chiếu cho ông cùng em trai Tiện nhận lại chức vụ. Mùa thu, Quang được ban chức Thái bảo, lại được tập chức Đệ nhất Lĩnh dân tù trưởng, tập tước Hàm Dương vương, riêng phong Vũ Đức quận công, dời sang ăn lộc Kiền của Triệu Châu, dời sang làm Thái phó.
Tháng 12, quân Chu vây Lạc Dương, cắt đứt đường vận lương. Tháng giêng năm Vũ Bình đầu tiên (570), có chiếu cho Quang soái 3 vạn bộ kỵ đi đánh. Ông đến Định Lũng, gặp bọn tướng Chu là Trương Dịch công Vũ Văn Kiệt, Trung Châu thứ sử Lương Sĩ Ngạn, Khai phủ Tị Thủy đại phu Lương Cảnh Hưng đang đóng quân ở giao lộ Lộc Lô. Ông mặc giáp cầm giáo, đi trước sĩ tốt, đánh cho bọn Kiệt đại bại, chém hơn 2000 thủ cấp. Quân Tề tiến thẳng đến Nghi Dương, cùng bọn tướng Chu là Tề quốc công Vũ Văn Hiến, Thân quốc công Thác Bạt Hiển Kính đối chọi hơn trăm ngày. Nhằm thông suốt đường sá của Nghi Dương, Quang cho đắp 2 thành Thống Quan, Phong Hóa. Vào lúc quân Tề rút lui, dời đến An Nghiệp, bọn Hiến xua quân truy kích, phao lên rằng có 5 vạn quân. Ông thả kỵ binh ra đánh, quân Chu đại bại, bắt được bọn Khai phủ Vũ Văn Anh, Đô đốc Việt Cần Thế Lương, Hàn Duyên..., chém hơn 300 thủ cấp. Hiến lại lệnh cho bọn Kiệt, Trung bộ công Lương Lạc Đô, Lương Sĩ Ngạn đem 3 vạn bộ kỵ cắt đứt giao lộ Lộc Lô, đón đánh quân Tề. Quang cùng bọn Hàn Quý Tôn, Hô Duyên Tộc, Vương Hiển hợp sức đánh tan quân Chu, chém chết Cảnh Hưng, bắt được ngàn thớt ngựa. Nhờ công được gia chức Hữu thừa tướng, Tịnh Châu thứ sử.
Mùa đông năm ấy, Quang soái 5 vạn bộ kỵ, ở Ngọc Bích đắp 2 thành Hoa Cốc , Long Môn , cùng bọn Hiến, Hiển Kính đối chọi, bọn Hiến không dám vọng động. Ông tiến quân vây Định Dương , cho đắp thành Nam Phần, đặt làm Châu trị để vây bức, hơn vạn gia đình Hồ, Hán đến xin quy phụ.
Năm Vũ Bình thứ 2 (571), Quang cho đắp Bình Lũng, Vệ Bích, Thống Nhung ... 13 đồn thú . Bọn tướng Chu là Trụ Quốc Bão Hãn công Phổ Truân Uy, Vi Hiếu Khoan đưa hơn vạn bộ kỵ đến bức Bình Lũng, cùng ông giao chiến ở bờ bắc Phần Thủy. Quang đại phá quân Chu, chém hơn ngàn thủ cấp, được phong Trung Sơn quận công, tăng thực ấp 1000 hộ.
Không lâu sau, Quang lại nhận lệnh soái 5 vạn bộ kỵ ra Bình Dương, đánh các thành thú Diêu Tương, Bạch Đình của Bắc Chu, đều hạ được, bắt sống các chức Huyện thành chủ, Nghi đồng, đại đô đốc... 9 người, vài ngàn sĩ phu. Lại riêng phong Trường Lạc quận công.
Trong tháng ấy, ông lại soái 5 vạn bộ kỵ đi chi viện và đánh bại cuộc tấn công vào Nghi Dương của tướng Chu là Trụ Quốc Hột Kiền Quảng Lược, chiếm được các đồn thú Kiến An,... bắt được vài ngàn người mà về. Chưa đến Nghiệp, có sắc lệnh cho ông giải tán quân đội. Quang cho rằng binh sĩ có nhiều công lao, chưa được úy lạo mà đã bị giải tán, bèn giấu sắc lệnh đi, vẫn cho tiến quân. Triều đình sai sứ giữ lại, về đến Tử Mạch, ông cho đóng trại để đợi sứ giả. Hậu Chúa nghe tin quân của Quang đã về rất gần, trong lòng rất sợ hãi, vội lệnh cho xá nhân gọi ông vào gặp, rồi úy lạo để giải tán binh sĩ. Ông được bái làm Tả thừa tướng, riêng phong Thanh Hà quận công.

## Cái chết
Quang ở triều đình thường buông rèm mà ngồi, Tổ Thỉnh (chữ Hán: 祖珽) không biết, cưỡi ngựa đi ngang qua trước mặt. Quang cả giận, hỏi mọi người rằng: "Đây là người nào mà dám làm như vậy?" Về sau Thỉnh ở nội tỉnh, buông lời lẽ ngạo mạn, ông đi qua, nghe được, lại nổi giận. Thỉnh biết Quang ghét mình, bèn hối lộ người hầu của ông mà hỏi rằng: "Tướng vương ghét Hiếu Chinh (tên tự của Tổ Thỉnh) vậy ru!" Đáp rằng: "Từ khi ngài được trọng dụng, tướng vương đêm nào cũng ôm gối than rằng: Tên mù vào triều, vận nước nguy rồi!"
Mục Đề Bà là con trai của Lục Lệnh Huyên, nhũ mẫu của Hậu Chúa, cầu hôn con gái của Quang, ông không nhận lời. Hậu Chủ muốn ban cho Mục Đề Bà ruộng tốt ở Tấn Dương, ông ở trên triều nói rằng: "Ruộng này Thần Vũ đế (tức Cao Hoan) dùng để trồng lúa, nuôi ăn mấy ngàn thớt ngựa, để phòng khi có giặc giã; nay ban cho Đề Bà, không đủ để lo việc quân thì sao?" Vì vậy ông cùng Tổ, Mục 2 người tích oán.
Tướng Chu là Vi Hiếu Khoan e sợ sự anh dũng của Quang, bèn làm ra mấy câu đồng dao, lệnh cho bọn gián điệp lưu truyền ở Nghiệp, rằng "bách thăng phi thượng thiên, minh nguyệt chiếu Trường An (Tạm dịch: trăm thăng bay lên trời , trăng sáng chiếu Trường An )", lại còn "cao sơn bất thôi tự băng, hộc thụ bất phù tự thụ (Tạm dịch: núi cao không đẩy (mà) tự lở, cây hộc không đỡ (mà) tự dựng". Tổ Thỉnh bèn thêm vào: "manh nhãn lão công bối thượng hạ đại phủ, nhiêu thiệt lão mẫu bất đắc ngữ (Tạm dịch: trên lưng của ông già mù cắm cây búa lớn, bà già lắm lời không nói được)", lệnh cho bọn trẻ con hát ở trên đường. Đề Bà nghe được, nói lại với mẹ mình, Lục Lệnh Huyên cho rằng 'bà già lắm lời' là mắng mình, 'ông già mù' là mắng Tổ Thỉnh, bèn hợp mưu với ông ta, tâu lên Hậu Chúa rằng: "Nhà Hộc Luật mấy đời làm đại tướng, tiếng Minh Nguyệt (tức Quang) chấn động Quan Tây, oai Phong Nhạc (tức em Quang là Tiện) truyền đến Đột Quyết, con gái làm Hoàng hậu, con trai cưới công chúa, lời đồng dao thật đáng lo."
Hậu Chủ hỏi Hàn Trường Loan, Loan nói không thể, Hậu Chủ bèn bỏ qua. Nhưng bọn Tổ Thỉnh thường ở bên cạnh sàm tấu, lần ấy chỉ có Hà Hồng Trân ở bên cạnh, Hậu Chủ bèn nói: "Trước đây các ông ấy tâu lên, (trẫm) muốn thi hành ngay, thì Trường Loan cho rằng không có lý do gì!" Hồng Trân nói: "Không có ý thì thôi, có ý mà không quyết đoán, nhỡ bị tiết lộ thì sao?" Hậu Chủ vẫn do dự, đúng lúc Thừa tướng phủ tá Phong Sĩ Nhượng ngầm nhắc lại việc "quân bức đế kinh" ngày trước, lại nói ông giấu nỏ, giáp và mấy ngàn nô bộc trong nhà. Hậu Chủ hạ quyết tâm, sai Hồng Trân triệu bọn Tổ Thỉnh vào cung bàn bạc.
Hậu Chủ giả cách ban cho Quang 1 thớt tuấn mã, nói rằng "ngày mai đi săn ở Đông Sơn, vương có thể cưỡi ngựa này cùng đi", khiến ông phải vào cung tạ ơn. Không lâu sau, Quang đến, được đưa vào Lương Phong đường, bị Lưu Đào Chi từ phía sau sát hại, khi ấy 58 tuổi.
Triều đình hạ chiếu rằng Quang mưu phản, nay đã phục pháp, người nhà không hỏi đến. Sắp sửa phát chiếu, lại đem giết hết cả họ.

## Đánh giá
Quang tính tình ít nói mà cứng rắn, nóng nảy, đối với bộ hạ rất nghiêm khắc, chỉ dùng đòn roi. Từ khi tham gia chinh chiến, ông chưa từng gặp phải thất bại nặng nề nào, rất được quân địch khiếp sợ.
Tội danh của ông không rõ ràng, trong 1 ngày cả họ bị diệt, trong triều ngoài cõi đều thương tiếc. Bắc Chu Vũ đế nghe tin ông bị hại, đại xá cả nước. Sau khi diệt Bắc Tề, tiến vào Nghiệp thành, Vũ đế truy tặng cho ông làm Thượng Trụ quốc, Sùng quốc công. Trong chiếu thư còn nói: "Nếu người này còn sống, trẫm sao có thể đến được Nghiệp!?".

## Hậu nhân
Em trai Hộc Luật Tiện, tự Phong Nhạc bị ban chết.
Con trưởng Vũ Đô, cưới Nghĩa Ninh công chúa, bị ban chết. Con thứ 2 Tu Đạt mất sớm. Con thứ 3 Hằng Già bị ban chết. Con thứ 4 Chung còn nhỏ, được tha chết, nhà Bắc Chu cho Chung tập tước Sùng quốc công. Thời nhà Tùy, Chung làm đến Phiêu kỵ đại tướng quân, mất trong những năm Khai Hoàng.
Con gái thứ 2 là Hộc Luật hoàng hậu bị phế.